# 케라시놉스
케라시놉스(Cerasinops)('작은 뿔이 있는 얼굴'이라는 의미)는 백악기 후기의 샹파뉴절에 살았던 각룡류 공룡이다. 화석은 몬태나 주의 투 메디신 층 (Two Medicine Formation)에서 발견되었다.
케라시놉스는 브렌다 치너리와 잭 호너에 의해 2007년에 명명되었다. 표본 (MOR 300) 은 원래 골격의 거의 80% 정도가 그대로 보존되었다. 케라시놉스는 각룡류에 속하며 이들은 초식성으로 앵무새 같은 부리를 가지고 북아메리카와 아시아에서 백악기 동안 번성했다. 케라시놉스는 신각룡류 중에서 원시적인 공룡이지만 기재된 특징은 논란의 여지가 있다. 어떤 시점에서는 케라시놉스가 렙토케라톱스과로 분류되기도 했지만 다른 경우에는 렙토케라톱스과의 자매분류군으로, 혹은 별다른 특색이 없는 일반적인 신각룡류로 간주되기도 했다.
케라시놉스 속의 모식종은 C. hodgskissi 다.